# Cantonul Château-Gontier-Est
Cantonul Château-Gontier-Est este un canton din arondismentul Château-Gontier, departamentul Mayenne, regiunea Pays de la Loire, Franța.

## Comune
- Azé
- Château-Gontier (parțial, reședință)
- Fromentières
- Ménil
- Saint-Fort